# Биелски чувал
Биелският чувал е битка, провела се между 14 април и 16 юни 1938 г. по време на Гражданската война в Испания. След падането на Арагонския фронт републиканска дивизия през април 1938 г. е обкръжена от националистите в долината на река Синка. Дивизията, въпреки че е силно превъзхождана, успява да устои до 6 юли и след това пресича френската граница.

## Предпоставки
След битката при Теруел националистите, водени от генерал Фидел Давила, започват офанзива на Арагонския фронт през март 1938 г. Националистите разбиват републиканските линии, преследват ги и до април достигат Средиземно море при Винарос и река Сегре. Една републиканска дивизия е изолирана от настъплението на националистите в долината на река Алто Синка, близо до френската граница. До края на март 43-та дивизия на републиканската армия, водена от Антонио Белтран е обкръжена от националистическите войски в долината на река Синка.

## Биелски чувал
43-та дивизия е с около 7 000 души с четири оръдия и без въздушно прикритие. На този фронт националистите съсредоточават войска от 14 000 души с 30 артилерийски оръдия и огромна въздушна мощ. На практика изолирани, без резерви от боеприпаси и числено превъзхождани, републиканските войски успяват да спрат атаките на националистите поради трудния терен, лошото време и упоритата съпротива на войските, но към края на май става ясно, че по-нататъшна съпротива е невъзможна. Републиканските войски евакуират 4 000 цивилни във Франция и след това бавно се оттеглят през френската граница. На 6 юни град Биелса пада и през нощта на 15 срещу 16 юни всички републикански войски бягат във Франция.